# ماریا سال
ماریا سال (به آلمانی: Maria Saal) یک منطقهٔ مسکونی در اتریش است که در ناحیه کلاگن‌فورت-لاند واقع شده‌است. ماریا سال ۳٬۹۰۳ نفر جمعیت دارد.